# Mistrzostwa Wielkiej Brytanii w Lekkoatletyce 2010
Mistrzostwa Wielkiej Brytanii w Lekkoatletyce 2010 – zawody sportowe, które odbywały się od 25 do 27 czerwca na stadionie w Birmingham.

## Rezultaty

### Mężczyźni
| Konkurencja:                  | 1. miejsce            | Rezultat    | 2. miejsce       | Rezultat    | 3. miejsce            | Rezultat    |
| Bieg na 100 m                 | Dwain Chambers        | 10.14       | James Dasaolu    | 10.23 SB    | Marlon Devonish       | 10.34       |
| Bieg na 200 m                 | Christian Malcolm     | 20.77 SB    | Marlon Devonish  | 20.85       | Jeffrey Lawal-Balogun | 20.89       |
| Bieg na 400 m                 | Martyn Rooney         | 44.99       | Michael Bingham  | 45.67       | Conrad Williams       | 45.76       |
| Bieg na 800 m                 | Michael Rimmer        | 1:47.22     | Gareth Warburton | 1:48.31     | Darren St. Clair      | 1:48.50     |
| Bieg na 1500 m                | Andy Baddeley         | 3:41.49     | Colin McCourt    | 3:41.95     | Nick McCormick        | 3:42.52     |
| Bieg na 5000 m                | Chris Thompson        | 13:48.15 SB | Andy Vernon      | 14:01.14    | Ryan McLeod           | 14:12.03    |
| Bieg na 10 000 m              | Stephen Kiprotich     | 27:58.03 PB | Marius Ionescu   | 28:54.83 PB | Jussi Utriainen       | 28:56.22 SB |
| Bieg na 400 m przez płotki    | David Greene          | 48.77 SB    | Rhys Williams    | 49.76       | Richard Yates         | 50.07 SB    |
| Bieg na 3000 m z przeszkodami | Luke Gunn             | 8:37.35     | Samater Farah    | 8:52.42 SB  | Tom Wade              | 8:53.75 PB  |
| Chód na 5000 m                | Alex Wright           | 20:11,09 PB | Tom Bosworth     | 20:50,01 PB | Luke Finch            | 21:29,89 SB |
| Skok wzwyż                    | Martyn Bernard        | 2.28 SB     | Tom Parsons      | 2.28        | Robbie Grabarz        | 2.25        |
| Skok o tyczce                 | Joe Ive               | 5.35 SB     | Max Eaves        | 5.35 PB     | Luke Cutts            | 5.20        |
| Skok w dal                    | Christopher Tomlinson | 8.17w       | J.J. Jegede      | 7.84 SB     | Matthew Burton        | 7.80w       |
| Trójskok                      | Phillips Idowu        | 17.12       | Nathan Douglas   | 17.03 SB    | Nathan Fox            | 15.39 SB    |
| Pchnięcie kulą                | Carl Myerscough       | 19.77       | Scott Rider      | 18.44 SB    | Leslie Richards       | 17.21 SB    |
| Rzut dyskiem                  | Brett Morse           | 61.45       | Carl Myerscough  | 59.06       | Chris Scott           | 57.12       |
| Rzut młotem                   | Alex Smith            | 70.68       | Mike Floyd       | 69.91       | James Bedford         | 67.34       |
| Rzut oszczepem                | James Campbell        | 74.00       | Brett Byrd       | 69.88       | Mervyn Luckwell       | 68.57       |

### Kobiety
| Konkurencja:                  | 1. miejsce           | Rezultat     | 2. miejsce            | Rezultat    | 3. miejsce         | Rezultat    |
| Bieg na 100 m                 | Laura Turner         | 11.41        | Joice Maduaka         | 11.42 SB    | Elaine O'Neill     | 11.52 SB    |
| Bieg na 200 m                 | Laura Turner         | 23.66        | Elaine O'Neill        | 23.83 SB    | Katherine Endacott | 23.88       |
| Bieg na 400 m                 | Lee McConnell        | 51.55 SB     | Nicola Sanders        | 52.70 SB    | Nadine Okyere      | 53.07 PB    |
| Bieg na 800 m                 | Jemma Simpson        | 2:01.50      | Vicky Griffiths       | 2:02.37 SB  | Marilyn Okoro      | 2:02.44 SB  |
| Bieg na 1500 m                | Hannah England       | 4:33.23      | Celia Taylor          | 4:33.81     | Lisa Dobriskey     | 4:34.29     |
| Bieg na 5000 m                | Freya Murray         | 15:48.75     | Laura Kenney          | 15:54.57 SB | Justina Heslop     | 16:23.24    |
| Bieg na 10000 m               | Jo Pavey             | 31:51.91 SB  | Lara Tamsett          | 33:10.72 SB | Claire Hallissey   | 33:24.15 SB |
| Bieg na 100 m przez płotki    | Louise Hazel         | 13.32 PB     | Angie Broadbelt-Blake | 13.38       | Gemma Bennett      | 13.42 SB    |
| Bieg na 400 m przez płotki    | Perri Shakes-Drayton | 56.93        | Meghan Beesley        | 57.20       | Caryl Granville    | 58.93       |
| Bieg na 3000 m z przeszkodami | Barbara Parker       | 9:37.77 SB   | Hattie Dean           | 9:40.69 SB  | Tina Brown         | 10:00.11 SB |
| Chód na 5000 m                | Jo Jackson           | 21:52,95 SB  | Lisa Kehler           | 24:21,92 SB | Fiona McGorum      | 26:08,99 PB |
| Skok wzwyż                    | Stephanie Pywell     | 1.84         | Kay Humberstone       | 1.76        | Bethan Partridge   | 1.71        |
| Skok o tyczce                 | Kate Dennison        | 4.45         | Holly Bleasdale       | 4.35 NJR PB | Henrietta Paxton   | 4.35 PB     |
| Skok w dal                    | Jade Johnson         | 6.48         | Amy Harris            | 6.39 PB     | Abigail Irozuru    | 6.37 PB     |
| Trójskok                      | Laura Samuel         | 13.52 NJR PB | Nadia Williams        | 13.49       | Zainab Ceesay      | 12.74       |
| Pchnięcie kulą                | Eden Francis         | 16.02        | Eleanor Gatrell       | 15.82 SB    | Alison Rodger      | 15.25       |
| Rzut dyskiem                  | Jade Nicholls        | 57.81 PB     | Philippa Roles        | 57.27       | Eden Francis       | 50.47       |
| Rzut młotem                   | Zoe Derham           | 66.11        | Sophie Hitchon        | 65.03       | Laura Douglas      | 61.91 SB    |
| Rzut oszczepem                | Goldie Sayers        | 58.60        | Laura Whittingham     | 55.29 PB    | Katy Watts         | 51.69       |